# Buddhizmus Pakisztánban

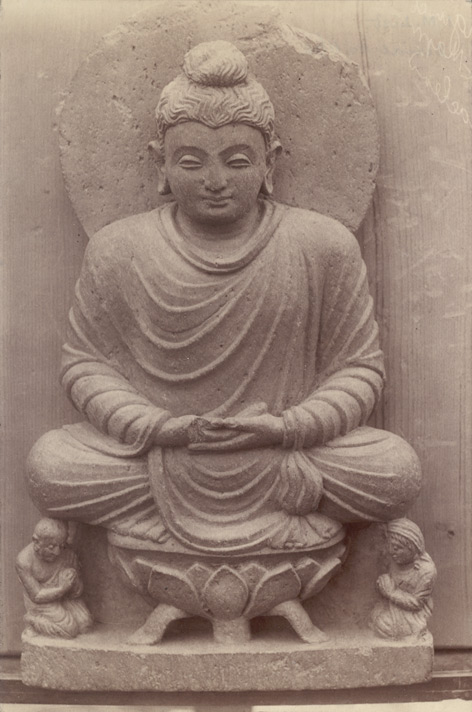
Lótusz-trónon ülő Buddha-szobor - Svat körzet, Pakisztán

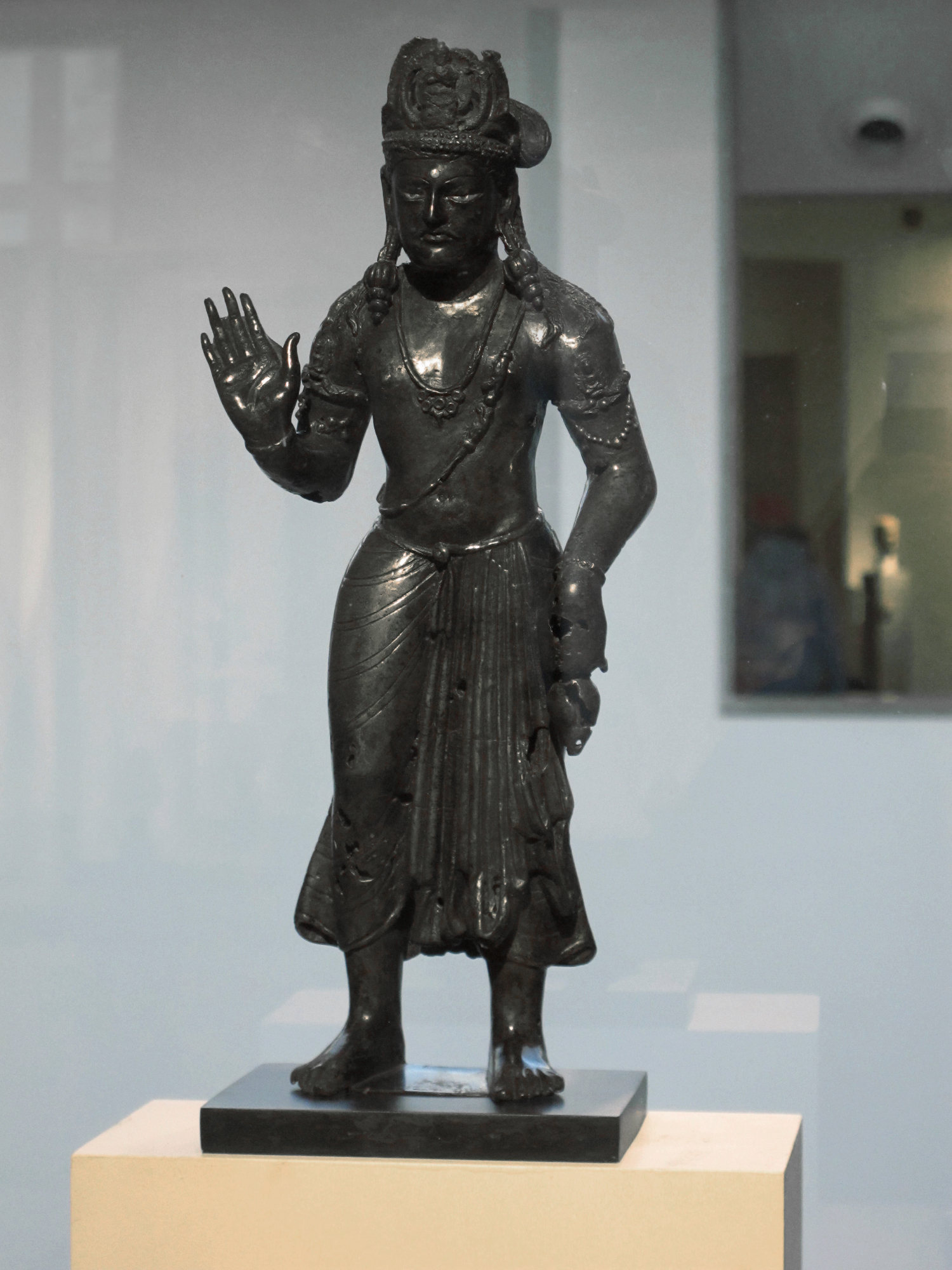
Avalókitésvara bódhiszattva bronz szobra, Gandhára, 3-4. század

A buddhizmus Pakisztánban mintegy 2300 éves múltra tekint vissza a maujra uralkodó Asóka király idejétől számítva, akit a független India első miniszterelnöke Dzsaváharlál Nehru egyszer úgy nevezett, hogy “minden királynál vagy császárnál hatalmasabb.” A mai Pakisztán területén egykor olyan birodalmak léteztek, mint Baktria, az Indo-görög királyság, a Kusán Birodalom, a Maurja Birodalom, a Pandzsáb régió és az Indus-völgyi kultúrák. A takszilai Kumáralabdha (kínai: 童受) buddhista tudós, olyan mesterekhez mérhető, mint Árjadéva, Asvagósa vagy Nágárdzsuna. 2012-ben a Nemzeti Adatbázis és Regisztrációs Hatóság (NADRA) kimutatta, hogy Pakisztán mai buddhista lakossága igen kis számú, mindössze 1492 felnőtt állampolgár sorolja magát ehhez a valláshoz. Eszerint a buddhista lakosság aligha lehet pár ezernél több.

## Buddhizmus az ókorban

### Régiók

#### Gandhára

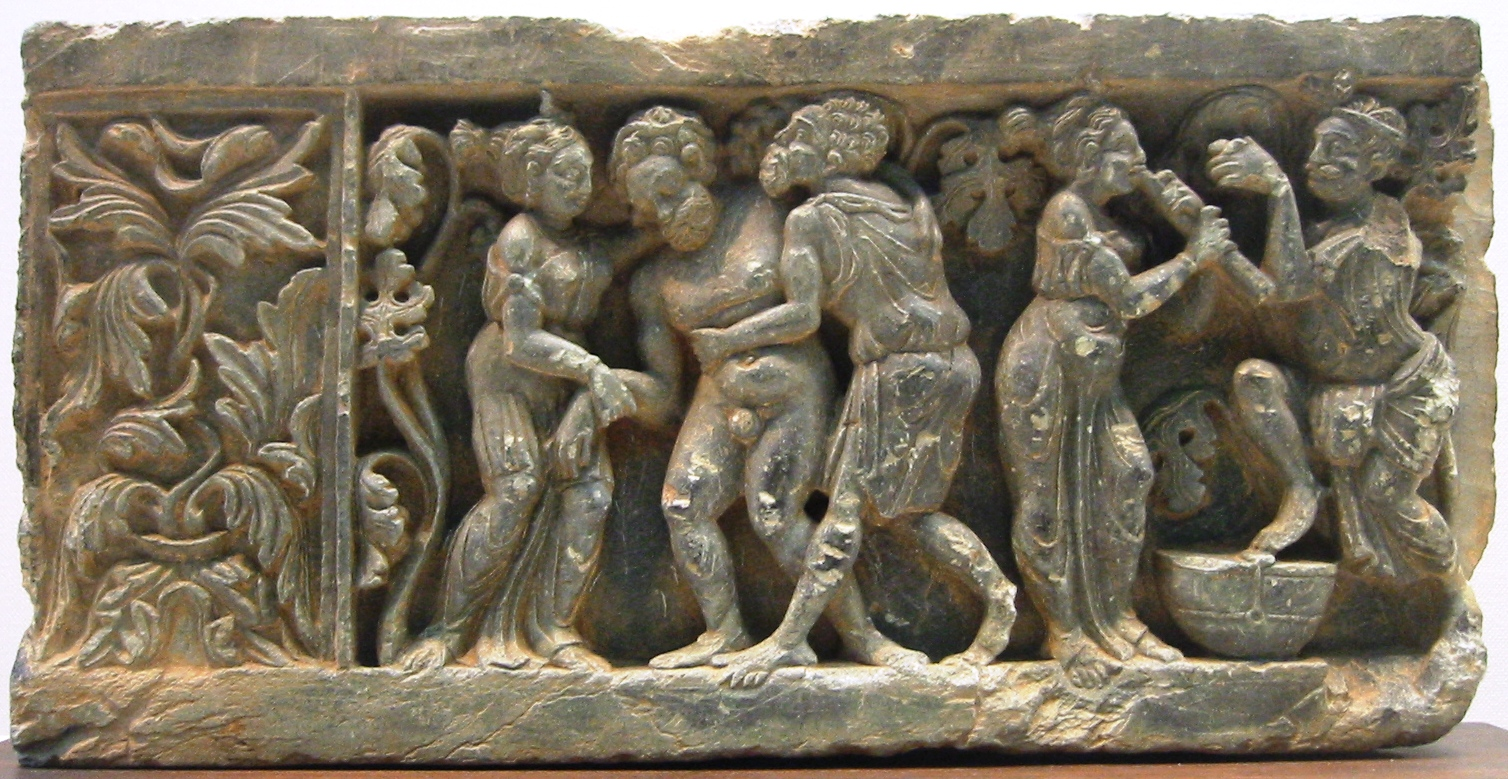
Szüreti jelenet Dionüszosszal, Gandhára, 1–2. század

Gandhára vagy Gándhára (szanszkrit: गन्धार, urdu: گندھارا) ősi királyság volt Szvat-, Pesavar-, Ravalpindi-, Ghazni-, Kandahár- és Kabul folyó völgyeiben és a Potovar-fennsíkon, a mai modern Észak-Pakisztán és Északkelet-Afganisztán területein. Legfontosabb városai Purusapura (mai Pesavar), szó szerint "emberek városa" (a szanszkrit puruṣa, "(legfőbb) ember" és a pura, "város" szavakból) és Taksasila (mai Takszila). Gardez és Dzsalálábád szintén Gandhárához tartoztak.
A Gandhárai királyság védikus kor (i. e. 1500-500 körül) óta létezett. Az ókorban kereskedelmi és kulturális találkozási pont volt India, Közép-Ázsia és a Közel-Kelet között. Az i. e. 6-5. században az Akhaimenida birodalomhoz (Óperzsa Birodalom) tartozott, majd a 4. században Nagy Sándor hódította meg. A hindu és a gréko-buddhista kultúra központjaként az 1. és az 5. század között élte fénykorát a kusán királyok idején. A buddhizmus innen terjedt tovább Közép-Ázsiába és a mai Afganisztán területére. Az i. e. 1. századtól az i.sz. 6. századig virágzott a gandhárai művészet, amely indiai buddhista és görög-római elemeket ötvözött.
A gandhárai buddhista szövegek a ma ismert legrégibb buddhista kéziratok az 1. század környékéről. Ezek a gandhárai nyelven írott művek a legrégibb baktriai és indiai szövegek is egyben. Az eredeti szövegeket európai és japán intézmények és magánszemélyek vásárolták meg, amelyeket jelenleg számos egyetem kutatói vizsgálnak. A gandhárai szövegek rendkívül rossz állapotban kerületek elő, de rekonstrukciójuk számos esetben bizonyult sikeresnek a meglévő, ismert páli és szanszkrit buddhista szövegek összevetésével. Más gandhárai buddhista szövegeket is találtak az elmúlt két évszázad során, ám ezek megsemmisültek vagy eltűntek.
A szövegeket a Dharmaguptaka iskolának tulajdonította Richard Salomon, a kutatási terület egyik vezető tudósa.

#### Oddijána
Padmaszambhava, buddhista bölcsről úgy tartják, hogy a mai Csakdara városa melletti faluban született, amely a középkori India, Oddijána nevű köztársaság része volt. Padmaszambhava guru rinpocsének számít a tibeti buddhizmusban, aki bevezette a vadzsrajána buddhizmust Tibetbe. Oddijána valóságos földrajzi elhelyezkedése azonban vita tárgyát képezi.

#### Pandzsáb régió
Népszerűnek számított a buddhizmus a Pandzsáb régióban, ahol buddhista kolostorok és sztúpák álltak Takszila területén, amelyek ma világörökségi helyszínek. Szintén gyakorolták a buddhizmust a Szindh régióban.

## Az iszlám és a hinduizmus
Gandhára a 10. századig nagyrészt hindu és buddhista terület volt. Ekkor Mahmúd szultán elfoglalta a régiót és bevezette az iszlám vallást. Muzulmán családokat költöztettek be a területre és a hindu-buddhistákat elüldözték.
A Pandzsáb, Khjber Pakhtunkhva és Szindh régió buddhista lakossága 600 után fokozatosan felvették a hindu vallást, majd később az iszlámot.

## Pakisztáni buddhista turizmus
2013 márciusában egy 20 fős dél-koreai buddhista csoport látogatott el az Iszlámábádtól 170 km-re lévő Takht-e-Bahi kolostorhoz. A szerzetesek óva intették a szöuli jelentkezőket és az utazásuk lemondására biztatták őket biztonsági okokra hivatkozva. Végül pakisztáni biztonsági erők kíséretében a csoport meg tudta látogatni az okkersárga kövekből rakott, hegyoldalba épült kolostort. Az i. e. 1 évezredtől a 7. századig alakult itt ki egy jellegzetes indo-görög buddhista kultúra, amelyre a mahájána buddhizmus volt jellemző. Szintén innen indult útjára egy Marananta nevű szerzetes, aki Kínán át eljutott a koreai félszigetre is a 4. században. A hatóságok azóta turistacsomagokat értékesítenek a Kínából, Japánból, Szingapúrból és Dél-Koreából érkező látogatók részére. A turista utak célpontjai között szerepelnek a Takht-e-Bahi, Szvat, Pesavar és Takszila történelmi buddhista helyszínek.